# Vaquería, Acultzingo
Vaquería är en ort i Mexiko.   Den ligger i kommunen Acultzingo och delstaten Veracruz, i den sydöstra delen av landet, 210 km öster om huvudstaden Mexico City. Vaquería ligger 1 863 meter över havet och antalet invånare är 279.
Terrängen runt Vaquería är kuperad åt sydväst, men åt nordost är den bergig. Vaquería ligger nere i en dal. Runt Vaquería är det ganska glesbefolkat, med 28 invånare per kvadratkilometer. Närmaste större samhälle är Ciudad Mendoza, 18,5 km nordost om Vaquería. I omgivningarna runt Vaquería växer i huvudsak blandskog.